# Wissignicourt
Wissignicourt je francouzská obec v departementu Aisne v regionu Hauts-de-France. V roce 2011 zde žilo 149 obyvatel.

## Sousední obce
Anizy-le-Château, Brancourt-en-Laonnois, Faucoucourt, Lizy, Prémontré, Suzy

## Vývoj počtu obyvatel
Počet obyvatel 